# 喬治·R·R·馬丁
乔治·雷蒙德·理查德·马丁（英語：George Raymond Richard Martin，1948年9月20日—），常称喬治·R·R·馬丁或GRRM，是美国作家及编剧，主要创作奇幻、恐怖和科幻等風格的虚构文学作品。他的代表作是《冰与火之歌》系列史诗奇幻小说，正篇现已出版五部，被HBO改编成共八季73集的电视剧《权力的游戏》在2011～2019年间播出并获得包括艾美奖和美国演员工会奖在内的多项奖项。2005年，马丁被《時代》雜誌的作者列弗·格羅斯曼（Lev Grossman）稱為「美國的J·R·R·托爾金」，并被《时代》杂志评选为2011年時代百大人物之一。。

## 早年经历
乔治·雷蒙德·马丁（他在13岁时把坚振名理查德用作第二个中间名)于1948年9月20日生于新泽西州貝永，是码头工人雷蒙德·柯林斯·马丁（Raymond Collins Martin）和玛格丽特·布雷迪·马丁（Margaret Brady Martin）的儿子，家中有两个妹妹达琳和简。他母亲的家族曾一时富裕，经营着一家成功的建筑公司，但在大萧条中失去了一切，马丁每次经过曾属于他家的码头和房子时都会想起这件事。他是爱尔兰裔美国人，根据Finding Your Roots系列节目的基因检测结果有「53.6%的不列颠和爱尔兰血统」、「22.4%的阿什肯纳兹犹太血统」和「15.6%的广义西北欧血统」。
马丁一家最初住在百老汇的一栋房子里，这栋房子属于马丁的曾祖母。1953 年，他们搬到了柯林斯公园巴约讷码头附近的一个联邦公屋。马丁的童年生活几乎只围绕着从小学到家之间的「第一街到第五街」展开。局限的生活环境使他对外面的世界充满渴望，他想去旅行，去体验其他地方的生活，而唯一的办法就是通过想象，于是他开始沉迷于阅读。
后来，马丁开始给邻居家的孩子写怪物故事并以几美分的价格出售，同时用戏剧性的方式朗读出来。有一次，一位母亲抱怨她的孩子因为他的故事而经常做噩梦，马丁只好作罢。他还写了关于他的宠物乌龟们居住的神秘王国的故事—乌龟们经常死在玩具城堡里，所以他认为它们在「邪恶的阴谋」中互相残杀。马丁开始形成一个习惯，那就是写一些自己从未完成的“没有结局的故事”，因为当它们在呈现在纸上时效果总是不如他当初想象的那样好。
马丁就读于玛丽·简·多诺霍学校（Mary Jane Donohoe School），高中就读于玛丽斯特高中（Marist High School）。高中时期，他成为了一名狂热的漫画迷，对漫威漫畫的超级英雄产生了浓厚的兴趣，并在后来表示「也许史丹·李对我的文学影响最大，甚至超过了莎士比亚或是托尔金。」马丁写给《神奇四侠》编辑的一封信刊登在漫画的第20期（1963年11月）上，这是马丁寄出的许多封信中的第一封（之后《神奇四侠》第32期、第34期等）。他寄出的信很快得到漫画粉丝的回应，通过这样的联系，马丁加入了当时刚刚起步的漫画粉丝圈，为各种漫画迷杂志撰写小说。1964年，他买了第一张在纽约举办的世界首届漫画展的门票。1965年，马丁凭借散文式超级英雄故事 「Powerman vs. The Blue Barrier」获得了漫画界的Alley奖最佳粉丝小说奖。
1970年，马丁从西北大学梅迪尔新闻学院以"最优等成绩"（summa cum laude）毕业，获得新闻学理學學士学位，辅修历史。之後，他在梅迪尔新闻学院繼續深造，1971年获得新闻学理學碩士学位。越南戰爭期间，马丁有资格应征入伍，但他因反對戰爭而拒絕入伍，並申请获得了良心拒服兵役者的身份。因此转而以库克县法律援助基金会的 VISTA 志愿者的身份，从事了两年（1972-1974年）的替代役服务工作。

## 職業生涯

### 早年創作生涯
1970年，時年21歲的馬丁開始從事科幻短篇小說職業創作。他的第一部作品是《英雄》（The Hero），卖给了《银河系科幻小说》杂志，並發表在1971年2月刊上，之後其他創作接踵而至。1973年發表在《模拟科幻小说与事实》上《晨臨霧逝》（With Morning Comes Mistfall）是他第一部獲雨果獎和星雲獎提名的作品. 1975年，他創作的一个后末日时代时光旅行者的故事《...为了一个单独的昨天》（...for a single yesterday）被选入由罗杰·艾尔伍德和羅伯特·西爾柏格主編的科幻选集《纪元》（Epoch）中。他的第一部小说《光之逝》創作於1976年，并于1977年出版。同年，《星球大战》的巨大成功对美國出版业和科幻小说产生了巨大的影响，馬丁靠銷售小说獲得的報酬相当于他教书三年的收入。
儘管靠創作短篇小說為20歲出頭的馬丁帶來了一些收入，但這仍然不足以支付他的生活開支，因此他無法轉型為自己期望成為的全職作家。與此同時，鮑比·菲舍爾在1972年世界西洋棋棋锦标赛上夺冠后，美国掀起了一股西洋棋热潮。马丁凭借自己的国际象棋技巧和经验受聘担任大陆国际象棋协会（Continental Chess Association）的赛事总监，该协会在周末举办国际象棋比赛。這份工作給了他足够的收入，而且由于比赛只在週末進行，他得以在1973年至1976年期间保持每週五天的寫作。当象棋热潮退去時，並不再憑此謀取收入時，馬丁作为一名作家的地位已经大大鞏固。

### 教書時期
1970年代中期，马丁在密尔沃基举辦的一場科幻小说大会上认识了来自艾奥瓦州杜比克的英文教授乔治·古斯里奇（George Guthridge）。马丁说服了古斯里奇（古斯里奇后来说，当时他鄙视科幻小说和奇幻小说），不仅让他重新审视推想小說，还让他嘗試从事这方面的写作。此后，古斯里奇的作品入围雨果奖，并两次获得星云奖科幻小说和奇幻小说奖。1998年，古斯里奇和珍妮特·伯林纳凭借《黄昏之子》（Children of the Dusk）获得布莱姆·斯托克杰出成就奖。
最為回報，古斯里奇帮助马丁在克拉克大學（時稱克拉克学院）找到了一份工作。古斯里奇说，马丁靠写作和国际象棋比赛「赚的钱不足以维持生计」。1976年至1978年，马丁在克拉克学院教授英文和新闻学，1978年至1979年，他成为该校的驻校作家。

### 全職寫作
儘管熱衷教學，但1977年底同為作家的朋友汤姆·雷米的猝逝對馬丁影響甚大。他開始重新审视自己的人生，最终决定尝试成为一名全职作家。1979年，他從克拉克大學辭職，並於年底搬去了新墨西哥州聖菲。他之後在那裡獨居了三年，馬丁之後形容這是一段產出極其豐碩的時期。
马丁是美国科幻和奇幻作家协会（SFWA）的成员，並在1977年至1979年間担任該協會的西南地区主任，1996年至1998年間担任協會副主席。1976 年，在堪萨斯城举行的第34届世界科幻大会（MidAmeriCon）上，马丁和他的朋友、作家兼编辑加德纳·多佐伊斯構想并组织了第一届雨果奖落选者派对，無論是當時還是過去的雨果奖落选作家在雨果奖大会颁奖仪式后的當晚都有份参加派对。那一年，马丁與丽莎·塔特尔合著的中篇小说《七次而不杀人》（...and Seven Times Never Kill Man）和长篇小说《风港·风暴》（The Storms of Windhaven）获得了两项雨果奖提名，但均未能獲獎。虽然马丁更常创作奇幻或恐怖文學，但他早期的许多作品都是科幻題材，故事往往发生在一个松散設定的未来历史中，被非正式地称为 「大千世界」（The Thousand Worlds）或「人界」（The Manrealm）。
马丁在1970年代末开始创作科幻小说和恐怖小說的混合題材作品，他认为《沙蝗》（Sandkings，1979年）是其中最著名的作品，另一部則是长篇小说《暗夜飞行者》（Nightflyers，1980 年），1984年，Vista公司购买了这部作品的银幕和电视版权，并于1987年改编成同名电影，电影剧本由马丁共同撰写。马丁當時对不得不刪減部分情節以配合影片有限的預算感到不满。虽然《暗夜飞行者》上映後并不卖座，但马丁认为，这部电影挽救了他的职业生涯，他之后创作的所有作品之所以得以存在在很大程度上都是这部电影的功劳。他还写过至少一部政治军事題材的科幻小说《吸血鬼之夜》（Night of the Vampyres），收录在哈里·特尔多夫的《20世纪最佳军事科幻小说》（2001年）選集中。
1982年，马丁出版了吸血鬼小说《热夜之梦》（Fevre Dream），故事发生在19世纪的密西西比河上。与传统的吸血鬼小说不同，在《热夜之梦》中，吸血鬼并不是超自然生物，而是一個与人类相关，在进化过程中演變出來的拥有超能力的物種。评论家唐·达马萨（Don D'Amassa）称赞小說具有浓郁的19世纪氛围，并写道：「毫无疑问，这是有史以来最伟大的吸血鬼小说之一。」继《热夜之梦》后，马丁又创作了另一部恐怖小说《末日狂潮》（The Armageddon Rag，1983年）。然而，《末日狂潮》出人意料的商业失败幾乎毁掉了馬丁当时的小说家生涯，这甚至让他考虑轉而从事房地产行业。

### 编剧生涯
1984年，贝恩图书公司（Baen Books）的新任编辑贝特西·米歇爾（Betsy Mitchell）打电话给马丁，问他是否考虑过将罗伯特·霍华德创作的哈維蘭·圖夫冒险故事结集出版。马丁在這個系列中有很多喜愛的人物，如所罗门·凯恩、埃尔里克、尼古拉斯·范·里恩和马格努斯·里多夫，早在1970年代他就尝试過自己寫故事创造類似的人物。僅管他當時表示对此很感兴趣，但忙于手頭上的創作——他當時正在寫《黑白红遍》（Black and White and Red All Over），儘管最終未能完成，但依然花費了那一年的大量時間來寫這本小說。然而，《末日狂潮》的商業失敗使得所有出版社編輯拒絕了馬丁的下一部作品，出於生計需要，馬丁接受了米歇爾的邀請。他写了一些新的故事，收录在《圖夫航行记》（Tuf Voyaging）中。由於作品大賣，米歇爾建議馬丁創作續集。马丁對此很樂意，但尚未動筆就收到了来自好莱坞的邀请，制片人小菲利普·德盖尔（Philip DeGuere Jr.）希望将《末日狂潮》改编成电影。雖然電影改編一事最終擱淺，但馬丁由此與德蓋爾建立了聯繫, 当後者成为《陰陽魔界》（1985年）的制片人时，馬丁被聘請擔任編劇。与文学创作相比，銀幕創作的收入要高得多，因此馬丁决定到好莱坞發展。他起初擔任该剧的编剧，之後担任执行故事顾问。在這部CBS剧集終止后，马丁轉而加入已经开播的讽刺科幻剧集《马克斯·赫德鲁姆》。他参与了剧本创作，并创造了剧中人物Ped Xing。然而，他的剧本还没来得及投入制作，這部ABC劇集就在第二季中期被叫停了。之後，马丁受聘担任新剧《侠胆雄狮》的编剧兼制片人。1989年，他成为该剧的联合監製，并撰写了其中14集的剧本。
1987年，马丁出版了短篇恐怖小说集《他孩子们的肖像》（Portraits of His Children）。在此期间，马丁还在平装书行业担任丛书编辑，他负责跟进由多人共同创作的《百变王牌》丛书。

### 创作《冰与火之歌》
1991年，马丁短暂回归小说创作。令他感到沮丧的是，他的电视试播剧和电影剧本没有被制作出来，而电视相关的制作限制（如预算和剧集长度）又迫使他删减一些角色和战斗场面。因此，马丁开始重新写小说，在那里他得以放纵地驰骋自己的想象力。
早在童年时期，马丁就对J·R·R·托爾金的作品钦佩不已，因此想写一部奇幻史诗，但那时他尚未有任何具体的想法。1991年的夏天，马丁开始创作一部新的科幻小说《阿瓦隆》（Avalon）。在创作的过程中，他的脑海里出现了一个生动的场景：一个男孩看到一个被斩首的男人，随后在雪地里发现了一只被鹿角戳中咽喉而死的冰原狼，留下了几只小狼，小狼们被一群小孩子抱走抚养......一时的灵光闪现激起了马丁无尽的遐想，也点燃了他久违的创作热情，自此一发而不可收，这一幕后来成为了《權力的遊戲》第一章中的经典场景。之后，马丁停下了《阿瓦隆》，在几天之内就完成了这一章节，并逐渐确定这将会是一个长篇奇幻故事的一部分。
《冰与火之歌》的灵感来源于玫瑰战争、《被诅咒的国王》和《艾凡赫》等中世纪历史或文学作品。尽管马丁最初将其构想为三部曲，目前该系列已被确定共有七部。1996年出版了该系列的第一部作品《权力的游戏》，1998年11月出版了第二部《列王的纷争》，2000年8月出版了第三部《冰雨的风暴》，2005年11月该系列的第四部作品《群鸦的盛宴》出版，并位居《纽约时报》畅销书排行榜第一名。第五部作品《魔龙的狂舞》于2011年7月12日出版，畅销全球，并在众多畅销书排行榜上位居第一，其中位列紐約時報暢銷書排行榜88周之久。2012年，《魔龙的狂舞》入围雨果奖、世界奇幻奖、軌跡獎和英国奇幻奖的最终票选，并获得了軌跡獎最佳奇幻小說獎。该系列还有两卷至今尚未出版，分别是卷六《凛冬的寒风》和终卷《春晓的梦想》。曾有人担忧并提议，如果马丁在生前无力完成《冰与火之歌》剩余两卷的写作，可以邀请其前合作者、科幻长篇小说系列《苍穹浩瀚》的作者詹姆斯·S·A·科里续写。不过此种可能性被詹姆斯·S·A·科里否决，他们表示「相当肯定乔治已经为自己的遗产落定了严格的指示，不会允许任何人替他完成《冰与火》......」，并且虽然曾经有一段时间，如果报酬足够丰厚，他们愿意接手这个系列，但「那个时候已经过去了」。
2018年4月25日，马丁公布了他的新书《火与血》的发行日期，作品将围绕坦格利安家族的历史展开，于2018年11月20日发行。
2021年2月，有報導稱马丁將為HBO製作改編羅傑·澤拉茲尼 的原作《路標》同名科幻電視劇。
2022年2月，馬丁參與製作的遊戲《艾爾登法環》發售。

## 个人生活

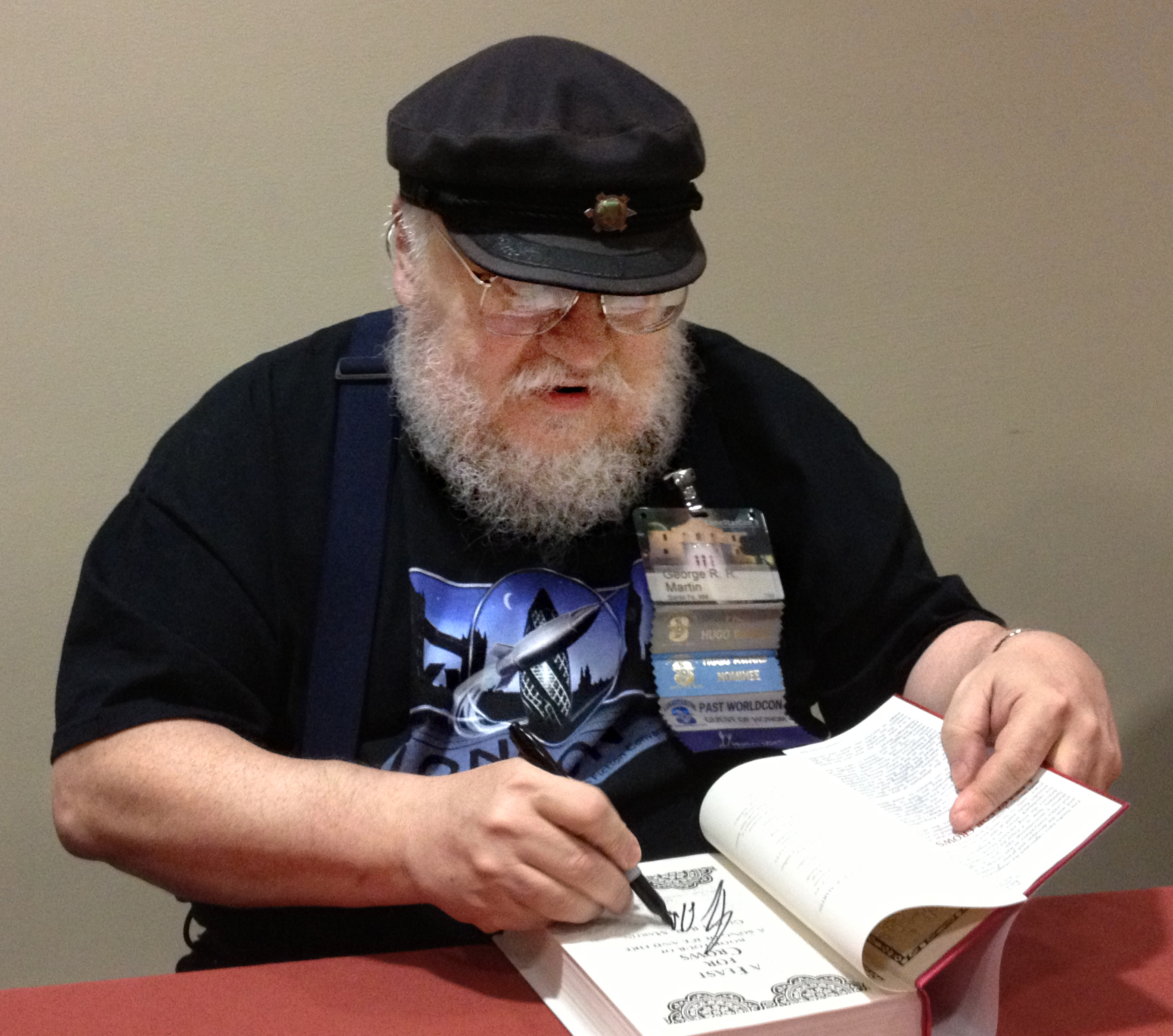
马丁在第71届世界科幻大会上（2013年）

1970年代初，马丁曾与同为科幻、奇幻小说作家的丽莎·塔特尔拍过拖，并与她合著有《风港》（Windhaven）。
在美国东海岸参加一场科幻小说大会时，马丁遇到了自己的第一任妻子盖尔·伯尼克（Gale Burnick），他们于1975年结婚，1976年从芝加哥的公寓搬到迪比克的一所房子里。夫妇两人很快受够了迪比克冬天的恶劣天气，1979年6月盖尔从克拉克大学毕业后，马丁准备辞去工作，两人决定搬去新墨西哥州。早在一年前他们前往鳳凰城参加第36届世界科幻大会时，就在沿途上邂逅并钟情上了圣菲这座城市。然而马丁并未立即动身，而是由妻子先前往圣菲置业，他则留在迪比克卖掉他们的旧屋，与此同时完成剩下一学期的教学任务。1979年，夫妇两人尚未在圣菲团聚，这段婚姻就以离婚告终。
1979年12月至1981年9月，马丁独自一人居住在圣菲，直到帕里斯·麦克布莱德（Parris McBride）搬来与他同居，后者成为他最长久的伴侣。2011年2月15日，马丁与麦克布赖德在新墨西哥州圣菲的家中举行了一场小型婚礼。同年8月19日，他们在第69届世界科幻大会上举办了规模更大的婚礼和招待仪式。夫妻二人膝下无子。
2013年初，马丁买下了圣菲的让·科克托戏院和咖啡馆，该戏院自2006年起结业。他对戏院进行了全面修复，在原有的35毫米放映能力上增加了数字放映和音响设备。2013年8月9日，科克托戏院正式重新开业。2019年，他在科克托戏院旁开了名叫「野兽书店」（Beastly Books）的书店，取自《美女与野兽》。
马丁为圣菲的一个艺术团体「喵狼」（Meow Wolf）提供资助，并于2015年1月，为一个新的艺术空间认捐270万美元。
有关其宗教信仰，马丁称自己是一个冷淡教友，并表示「你会认为我是一个无神论者或不可知论者，」亦表示自己觉得宗教和精神信仰很吸引人，但很多时候无法说服自己的理性。
除此以外，马丁是纽约喷气机队、纽约巨人队和紐約大都會队的球迷。他也是死之華乐队的粉丝，并认为其音乐可能对他的创作产生了影响。

## 政治立场
总体而言，马丁是一位反战主义者。年轻时期的他参加了反对越南战争运动，并作为良心拒服兵役者参加了两年的替代役服务工作。他认为越战是“美国犯下的一个可怕错误”。
马丁坚信言論自由。2014年，一部以北韩为背景的美国政治喜剧《采访》在上映前面临压力与威胁，马丁决定在自己拥有的圣菲科克托戏院上映该片。戏院经理乔恩·鲍曼（Jon Bowman）向《圣达菲新墨西哥人报》（Santa Fe New Mexican）表示，「马丁对《第一修正案》及其赋予艺术家自由表达想法而不必担心成为众矢之的的理念深有感触」。 
虽然他在2008年没有支持贝拉克·奥巴马，但马丁在2012年支持他竞选连任，并认为奥巴马是自吉米·卡特以来最有才智的总统。2014年新墨西哥州参议员选举中，马丁支持民主党参议员湯姆·尤德爾。
2016年民主党总统初选伯尼·桑德斯落败后，马丁支持希拉里·克林顿参选总统，并对共和党候选人唐纳德·川普持批评态度。随着川普赢得选举，马丁评论道他将「成为美国历史上最差的总统。」有一些《冰与火之歌》的粉丝将小说中的人物与川普进行类比，马丁表示川普与乔佛里·拜拉席恩国王——小说中一个几乎人见人恨的人物——有许多共同的性格特征，并总结说：「川普是一个长大了的乔佛里」。
2019年5月，马丁支持乔·拜登在2020大选中竞选总统。

## 著作列表
| 標題                                                                     | 年份   | 類型             | 注                                                                             |
| ------------------------------------------------------------------------ | ------ | ---------------- | ------------------------------------------------------------------------------ |
| 《莱安娜之歌》（A Song for Lya）                                         | 1976   | 短篇集           |                                                                                |
| 《》（Dying of the Light）                                               | 1977   | 長篇小說         |                                                                                |
| 《星与影之歌》（Songs of Stars and Shadows）                             | 1977   | 短篇集           |                                                                                |
| 《冰龍》（The Ice Dragon）                                               | 1980   | 少年奇幻         |                                                                                |
| 《风港》（Windhaven）                                                    | 1981   | 長篇小說         | 與丽莎·图托合著                                                                |
| 《沙王》（Sandkings）                                                    | 1981   | 短篇集           |                                                                                |
| 《热夜之梦》（Fevre Dream）                                                      | 1982   | 長篇小說         |                                                                                |
| 《失去的土地》（In the Lost Lands）                                      | 1982   | 短篇小說         |                                                                                |
| 《死者唱的歌》（Songs the Dead Men Sing）                                | 1983   | 短篇集           |                                                                                |
| 《末日狂歌》（The Armageddon Rag）                                       | 1983   | 長篇小說         |                                                                                |
| 《暗夜飛行者》（Nightflyers）                                            | 1985   | 短篇集           |                                                                                |
| 《圖夫航行記》（Tuf Voyaging）                                           | 1986   | 長篇小說         |                                                                                |
| 《百变王牌》（Wild Cards）                                               | 1987   | 系列小說         | 28部（截至2020年）                                                             |
| 《侠胆雄狮》（Beauty and the Beast）                                     | 1987   | 电视剧           | 编剧之一                                                                       |
| 《子女的畫像》（Portraits of His Children）                              | 1987   | 短篇集           |                                                                                |
| 《皮膚交易》（The Skin Trade）                                           | 1989   | 中篇小說         |                                                                                |
| 《權力遊戲》（A Game of Thrones）                                        | 1996   | 長篇小說         | 《冰與火之歌》第一部                                                           |
| 《烽火危城》（A Clash of Kings）                                         | 1998   | 長篇小說         | 《冰與火之歌》第二部                                                           |
| 《僱傭騎士》（The Hedge Knight）                                         | 1998   | 中篇小說         | 《邓肯与伊戈》第一部                                                           |
| 《劍刃風暴》（A Storm of Swords）                                        | 2000   | 長篇小說         | 《冰與火之歌》第三部                                                           |
| 《四重奏》（Quartet）                                                    | 2001   | 短篇集           |                                                                                |
| 《梦歌：乔治·R·R·马丁回顾集》（GRRM: A RRetrospective）                  | 2003   | 短篇故事和散文集 |                                                                                |
| 《誓言之劍》（The Sworn Sword）                                          | 2003   | 中篇小說         | 《邓肯与伊戈》第二部                                                           |
| 《群鴉盛宴》（A Feast for Crows）                                        | 2005   | 長篇小說         | 《冰與火之歌》第四部                                                           |
| 《猎人行》（Hunter's Run）                                               | 2007   | 長篇小說         | 與加德納·多佐伊斯和丹尼爾·亞伯拉罕合著                                         |
| 《神秘騎士》（The Mystery Knight）                                       | 2010   | 中篇小說         | 《邓肯与伊戈》第三部                                                           |
| 《魔龙的狂舞》（A Dance with Dragons）                                   | 2011   | 長篇小說         | 《冰與火之歌》第五部                                                           |
| 《冰與火之歌之小惡魔的大智慧》（The Wit and Wisdom of Tyrion Lannister） | 2013   | 參考文獻         | 《冰與火之歌》                                                                 |
| 《公主与女王》（The Princess and the Queen）                             | 2013   | 中篇小說         | 《冰與火之歌》前傳                                                             |
| 《遊俠王子》（The Rogue Prince）                                         | 2014   | 中篇小說         | 《冰與火之歌》前傳                                                             |
| 《冰與火的世界》（The World of Ice and Fire）                            | 2014   | 參考文獻         | 维斯特洛史，與小艾里奧（Elio M García Jr）及琳達·安東松（Linda Antonsson）合著 |
| 《冰龍》（The Ice Dragon）                                               | 2014   | 少年插畫小說     | 《冰與火之歌》，路易斯·罗佑插圖                                                |
| 《七王国的骑士》（A Knight of the Seven Kingdoms）                       | 2014   | 集合             | 《邓肯与伊戈》                                                                 |
| 《火與血》（Fire and Blood）                                             | 2018   | 參考書及小說集   | 坦格利安家族史                                                                 |
| 《凛冬的寒风》（The Winds of Winter）                                    | 未完成 | 長篇小說         | 《冰與火之歌》第六部                                                           |
| 《春晓的梦想》（A Dream of Spring）                                      | 未完成 | 長篇小說         | 《冰與火之歌》第七部                                                           |
| 《艾爾登法環》（Elden Ring）                                             | 2022   | 遊戲故事         | 與宮崎英高合著                                                                 |

## 註解
1. ↑  中文譯名參考自

## 外部連結
- 官方网站
- Not A Blog: George R. R. Martin's Livejournal（页面存档备份，存于）
- George R. R. Martin's Podcast（页面存档备份，存于）
- 喬治·R·R·馬丁在互联网电影资料库（IMDb）上的資料（英文）
- George R. R. Martin Complete Bibliography（页面存档备份，存于）
- George R. R. Martin at the Internet Book List
- 網路推理小說資料庫上的George R. R. Martin
- WorldCat 聯合目錄中喬治·R·R·馬丁的著作或與之相關的著作
- Martin's awards and nominations（页面存档备份，存于） at The Locus Index to Science Fiction Awards.